# Albert Einsteins hjärna

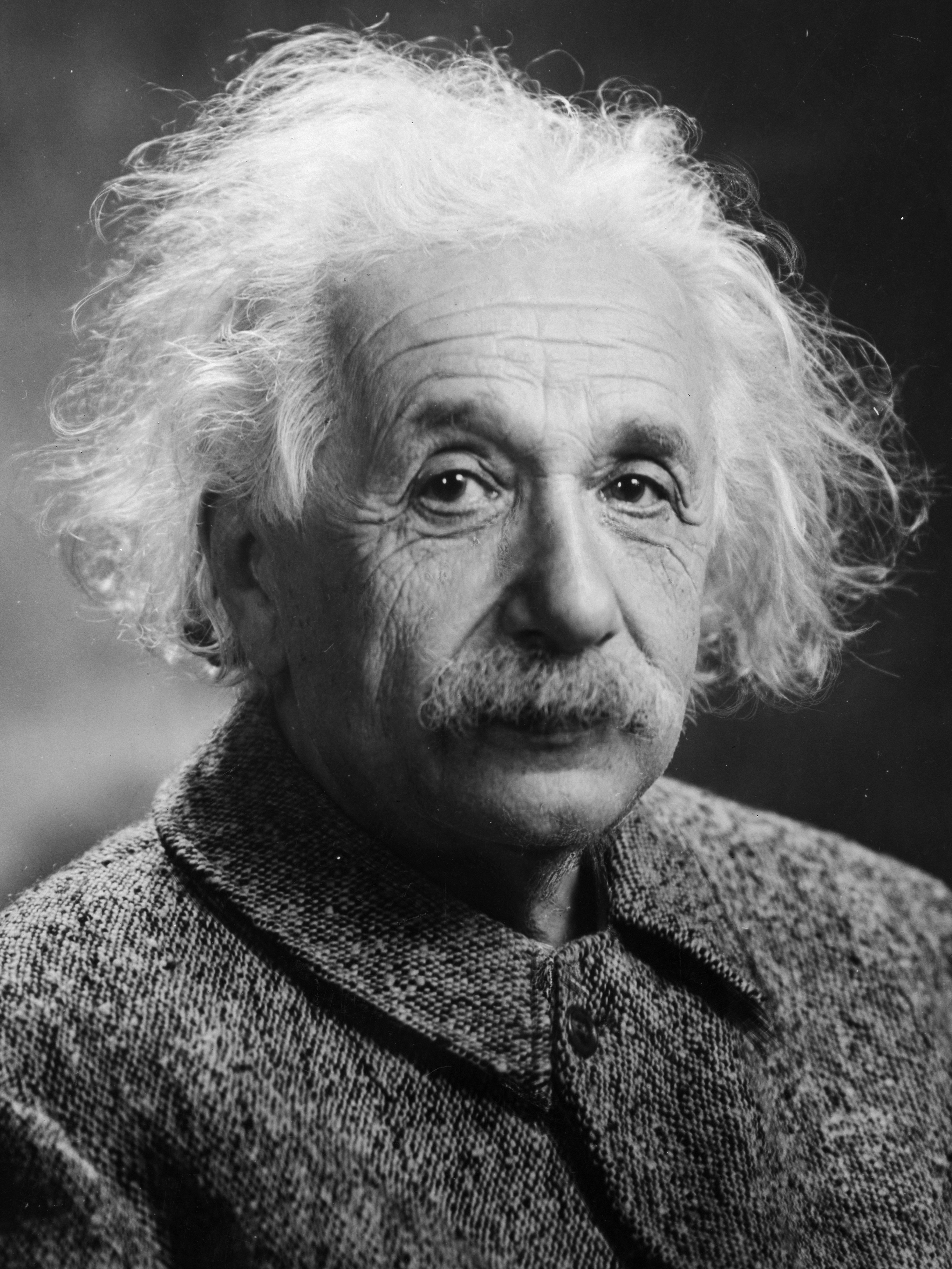
Einsteins hjärna konserverades efter hans död 1955, men det var inte förrän 1978 som det offentliggjordes.

Albert Einsteins hjärna har varit föremål för mycket spekulation och forskning, med anledning av att han betraktas som ett av de främsta genierna genom tiderna. En del forskning har antytt att de delar av hjärnan som är extra betydelsefulla för tal och språk var något mindre än normalt hos Einstein, medan områden som är extra betydelsefulla för spatial och numerisk förmåga var större än normalt. Andra studier har visat att han hade ett större antal gliaceller än normalt i hjärnan. Hjärnan avlägsnades från kroppen sju timmar efter hans död 1955 för att sparas för eftervärlden, men det är omdiskuterat huruvida detta gjordes med hans tillstånd eller inte. 

## Konserveringen
Hjärnan avlägsnades från kroppen, vägdes, mättes och konserverades av patologen Thomas Stoltz Harvey.